# Cận Tinh
Cận Tinh (tiếng Anh: Proxima Centauri, V654 Centauri) là một sao lùn đỏ biến quang nằm cách Hệ Mặt Trời xấp xỉ 4,2 năm ánh sáng (4,0×1013 km) trong chòm sao Bán Nhân Mã. Nó được Robert Thorburn Ayton Innes, giám đốc đài quan sát Union ở Nam Phi, khám phá vào năm 1915. Ngôi sao này là ngôi sao được biết gần nhất với Mặt Trời. Cận Tinh là một thành viên của hệ sao Alpha Centauri, được định danh là  Alpha Centauri C và ở 2,18° về phía tây nam của cặp Alpha Centauri AB. Nó hiện cách AB 12.950 AU (0,2 ly) và quay xung quanh AB với chu kì khoảng 550.000 năm.
Do là ngôi sao gần nhất, đường kính góc của nó có thể đo được trực tiếp, với đường kính góc bằng 1/7 của Mặt Trời. Khối lượng của Cận Tinh bằng khoảng 1/8 khối lượng Mặt Trời, và mật độ trung bình bằng 40 lần của Mặt Trời. Mặc dù nó có độ sáng trung bình rất thấp, Cận Tinh là một sao lóe sáng (diệu tinh) thỉnh thoảng bừng sáng lên do hoạt động từ trường. Từ trường của ngôi sao được tạo ra do sự đối lưu trong ngôi sao, và kết quả là hoạt động lóe sáng tạo ra tổng lượng bức xạ tia X bằng với bức xạ do Mặt Trời tạo ra. Hỗn hợp nhiên liệu tại nhân của Cận Tinh tham gia vào chuyển động đối lưu và tốc độ sản sinh năng lượng thấp có nghĩa là ngôi sao sẽ nằm trong dải chính trong khoảng bốn nghìn tỉ năm, hay bằng 300 lần tuổi của vũ trụ hiện nay.
Tháng 8 năm 2016, ESO thông báo phát hiện ra Proxima b, một hành tinh kích thước cỡ Trái Đất quay quanh ngôi sao ở khoảng cách 0,05 AU (7.500.000 km) và có chu kỳ quỹ đạo xấp xỉ bằng 11,2 ngày Trái Đất. Khối lượng ước tính của hành tinh này bằng 1,3 lần khối lượng Trái Đất. Hơn nữa, nhiệt độ cân bằng của Proxima b xấp xỉ nằm trong phạm vi mà nước có thể tồn tại ở trạng thái lỏng trên bề mặt hành tinh, hay có thể hành tinh này nằm trong vùng ở được của Proxima Centauri. Mặc dù với nhiệt độ phù hợp như thế của Proxima b, các điều kiện trên bề mặt có thể bị ảnh hưởng mạnh bởi tia cực tím và bức xạ tia X từ ngôi sao do quỹ đạo gần của nó — vượt xa cường độ mà Trái Đất hứng chịu từ Mặt Trời. Các tìm kiếm lần trước về vật thể đồng hành đã loại bỏ sự có mặt của sao lùn nâu và hành tinh khối lượng lớn.
Do Cận Tinh là một ngôi sao lùn đỏ và lóe sáng, liệu có hành tinh quay quanh nó có thể có sự sống hay không vẫn là câu hỏi đang được tranh luận. Cũng là ngôi sao gần nhất, đã có những đề xuất nó là một trong những đích đến của các chuyến du hành giữa các ngôi sao, bao gồm dự án tàu StarChip đang được phát triển nằm trong dự án Breakthrough Starshot.

## Quan sát
Robert Thorburn Ayton Innes, giám đốc Đài quan sát Union ở Johannesburg, Nam Phi, vào năm 1915 đã khám phá ra Cận Tinh có cùng chuyển động riêng (proper motion) như Alpha Centauri. Ông cũng đề xuất tên gọi cho nó là Proxima Centauri, trong tiếng Latinh từ proxima có nghĩa là "bên cạnh" hoặc "gần nhất". Năm 1917, tại Đài quan sát Hoàng gia ở Mũi Hảo Vọng, nhà thiên văn người Hà Lan Joan Voûte đã đo thị sai lượng giác của ngôi sao và kết luận rằng Cận Tinh có cùng khoảng cách từ Mặt Trời đến Alpha Centauri. Vào thời điểm đó, Proxima Centauri được biết đến là ngôi sao có độ sáng thấp nhất từng được quan trắc. Năm 1951, nhà thiên văn người Mỹ Harlow Shapley công bố Cận Tinh là một ngôi sao lóe sáng. Nhờ kiểm tra các bức ảnh trong quá khứ ông chỉ ra là ngôi sao tăng độ sáng có thể đo được vào khoảng 8% trong các bức ảnh, khiến nó trở thành ngôi sao lóe sáng hoạt động nhất từng được biết.
Khoảng cách đến ngôi sao rất gần cho phép các quan sát chi tiết về hoạt động lóe sáng của nó. Năm 1980, vệ tinh Einstein thu được đường cong năng lượng tia X của sự lóe sáng trên Cận Tinh. Các quan sát kĩ hơn về hoạt động lóe sáng đã được thực hiện ở các vệ tinh EXOSAT và ROSAT, và các bức xạ tia X với năng lượng nhỏ hơn, giống như của Mặt Trời đã được quan sát bởi vệ tinh của Nhật Bản ASCA năm 1995. Cận Tinh đã trở thành đối tượng nghiên cứu của các vệ tinh quan sát tia X, bao gồm XMM-Newton và Chandra.
Do Cận Tinh có xích vĩ bán cầu nam, nó chỉ có thể  được quan sát từ bán cầu nam ở vĩ độ 27°. Các sao lùn đỏ như Cận Tinh quá mờ để quan sát được bằng mắt thường; ngay cả từ Centauri A hoặc B, Cận Tinh là ngôi sao có độ lớn thứ 5. Nó có cấp sao biểu kiến là 11, do vậy một kính viễn vọng với độ mở ít nhất là 8 cm (hay 3,1 in) mới quan sát được ngôi sao trong bầu trời quang đãng, tối và với Cận Tinh ở phía trên đường chân trời.

## Các đặc tính
Cận Tinh được phân loại thành sao lùn đỏ vì nó thuộc về dải chính trên biểu đồ Hertzsprung-Russell và phổ của nó là phổ loại M5.5. Phân loại nó chi tiết hơn là loại "sao lùn-cuối M", có nghĩa là tại phổ M5.5 nó nằm vào kiểu sao M có khối lượng cực nhỏ. Cấp sao biểu kiến của nó, hay độ lớn hình ảnh của ngôi sao khi nhìn nó từ khoảng cách 10 pasec là 15,5. Tổng độ sáng tại mọi bước sóng bằng 0,17% của Mặt Trời, mặc dù khi quan sát trong bước sóng khả kiến là bước sóng nhạy nhất đối với mắt người, nó chỉ bằng 0,0056% độ sáng của Mặt Trời. Hơn 85% năng lượng nó phát ra dưới các bước sóng hồng ngoại.

Hình ảnh minh họa cho thấy kích thước của các sao theo tỉ lệ: (từ trái sang phải) Mặt Trời, Alpha Centauri A, Alpha Centauri B và Cận Tinh

Năm 2002, các phép đo giao thoa quang học ở kính thiên văn rất lớn (VLT) tìm thấy đường kính góc của Cận Tinh là 1,02 ± 0,08 mili giây cung. Vì đã biết được khoảng cách đến nó, đường kính thực của Cận Tinh có thể tính ra bằng 1/7 đường kính của Mặt Trời, hay 1,5 lần đường kính của Sao Mộc. Khối lượng của ngôi sao được ước tính là 12,3% khối lượng Mặt trời, hay 129 lần khối lượng của Sao Mộc. Mật độ trung bình của các sao trong dải chính tăng khi khối lượng giảm, và Cận Tinh không phải là ngoại lệ: Mật độ trung bình của nó là 56.800 kg/m³, so với mật độ trung bình của Mặt Trời là 1.409 kg/m³.
Vì khối lượng nhỏ, phần bên trong của ngôi sao được đối lưu hoàn toàn, làm cho năng lượng được truyền ra bề mặt sao bởi các chuyển động vật lý của plasma hơn là quá trình bức xạ. Sự đối lưu này có nghĩa là Heli được sinh ra từ phản úng nhiệt hạch của Hydro sẽ không tập trung tại nhân, mà nó được tuần hoàn trong ngôi sao. Mặt Trời sẽ chỉ đốt cháy hết khoảng 10% tổng lượng Hydro của nó trước khi rời khỏi dải chính, tuy nhiên Cận Tinh sẽ tiêu tốn nhiên liệu với một tỉ lệ cao hơn trước khi sự tổng hợp Hydro kết thúc.
Sự đối lưu thường gắn liền với quá trình tạo ra và duy trì từ trường của một ngôi sao. Năng lượng từ trường được giải phóng tại bề mặt thông qua hiện tượng bùng nổ sao dẫn đến trong một khoảng thời gian ngắn làm tăng độ sáng toàn phần của ngôi sao. Những bùng nổ này có thể xảy ra nhiều hơn với mức độ lớn hơn khi ngôi sao đạt đến nhiệt độ 27 triệu độ K—đủ nóng để phát ra tia X. Thực vậy, năng lượng của tia X trung bình của Cận Tinh xấp xỉ bằng (4–16) × 1026 erg/s ((4–16) × 1019 W), hơi lớn hơn so với Mặt Trời. Những bùng nổ lớn nhất phát ra các tia X mạnh nhất với năng lượng có thể đạt đến 1028 erg/s (1021 W.)
Sắc quyển của ngôi sao này là một vùng rất hoạt động, phổ của nó hiển thị rõ nhất vạch phát xạ của ion đơn Magie tại bước sóng 280 nm. Có khả năng khoảng 88% bề mặt của Cận Tinh là hoạt động, một tỉ lệ cao hơn nhiều so với Mặt Trời thậm chí tại cực đại của chu kỳ Mặt Trời. Ngay cả trong chu kỳ ổn định với chỉ một vài hoặc không có bùng nổ sao, những hoạt động tại bề mặt làm tăng nhiệt độ vành nhật hoa của Cận Tinh lên tới 3,5 triệu K, so với nhiệt độ vành nhật hoa của Mặt Trời là 2 triệu K. Tuy nhiên, mức độ hoạt động tổng cộng của ngôi sao này được xem là thấp so với các sao lùn loại M khác, tương ứng với ước lượng tuổi của ngôi sao, với lý do mức độ hoạt động của một sao lùn đỏ được xem là ổn định trong hàng tỷ năm với tốc độ quay của nó giảm dần. Mức độ hoạt động cũng thường có sự thay đổi với chu kỳ gần 442 ngày, ngắn hơn chu kỳ Mặt Trời là 11 năm.
Cận Tinh có gió sao tương đối yếu, và tốc độ mất khối lượng của Mặt Trời do gió Mặt Trời không lớn hơn 20%. Mặt khác vì là ngôi sao nhỏ hơn Mặt Trời, nên tốc độ mất khối lượng trên một đơn vị diện tích bề mặt từ Cận Tinh có thể lớn hơn 8 lần từ bề mặt Mặt Trời.
Một sao lùn đỏ với khối lượng xấp xỉ Cận Tinh sẽ ở trong dải chính trong khoảng 4 nghìn tỷ năm. Vì tỷ lệ heli tăng lên do các phản ứng tổng hợp hydro, ngôi sao sẽ trở lên nóng hơn và nhỏ hơn, biến đổi dần từ màu đỏ sang màu xanh dương. Đến cuối chu kỳ này nó sẽ sáng lên đáng kể, tới khoảng 2,5% độ sáng của Mặt Trời và làm nóng các vật thể quay xung quanh nó với khoảng thời gian vài tỷ năm. Một khi nhiên liệu Hydro cạn kiệt, Cận Tinh sẽ tiến hóa thành sao lùn trắng (mà không trải qua giai đoạn sao khổng lồ đỏ) và từ từ mất dần nhiệt năng của nó.

### Khoảng cách và chuyển động

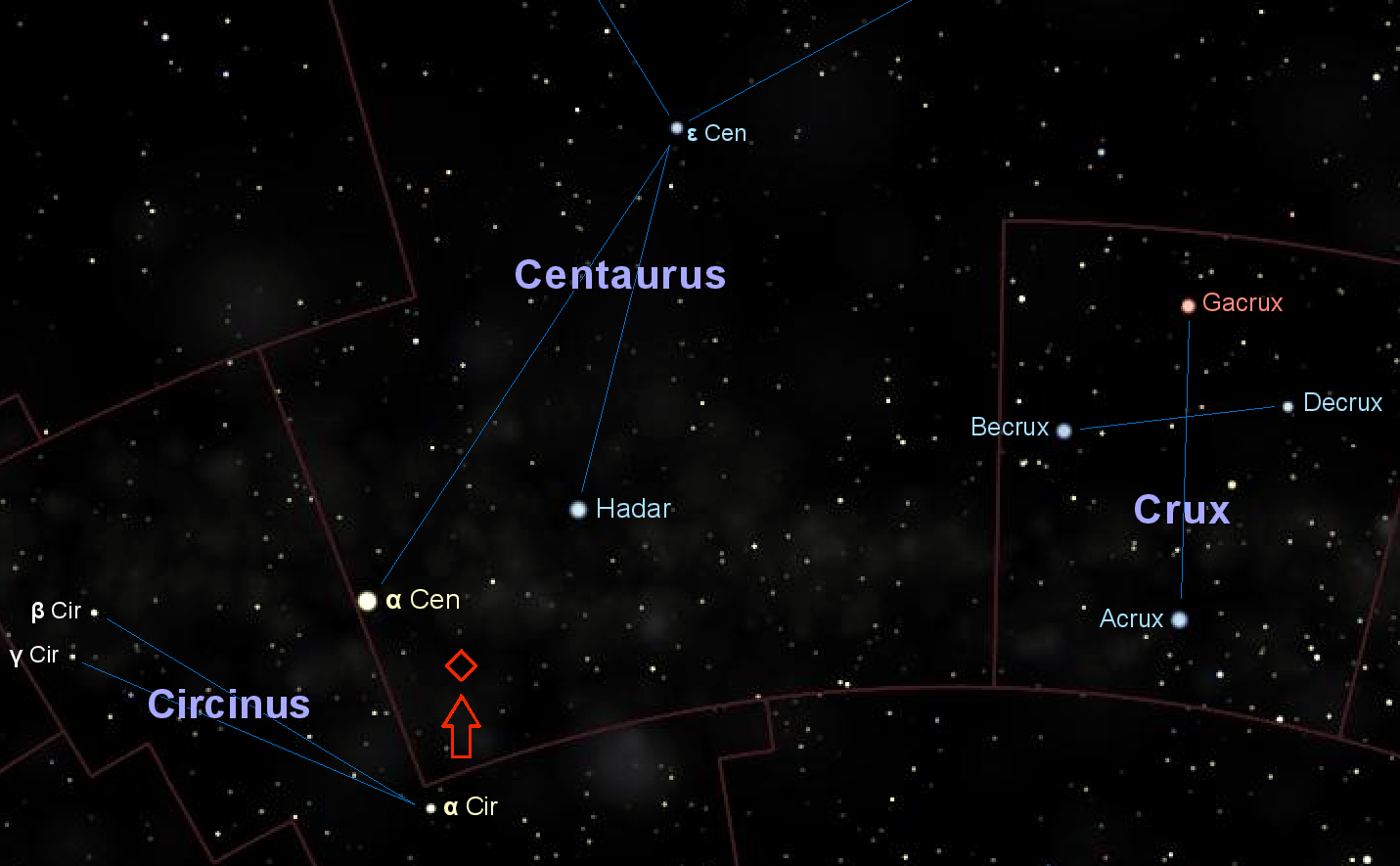
Vị trí của Proxima Centauri.

#### Trắc lượng học
Dựa vào các đo đạc của vệ tinh Hipparcos về thị sai của Cận Tinh là 772,3 ± 2,4 mili giây cung (thị sai chính xác hơn được xác định nhờ 'sensor dẫn hướng chuẩn' trên kính viễn vọng không gian Hubble là 768,7 ± 0,3 mili giây cung), khoảng cách từ Trái Đất đến nó là khoảng 4,2 năm ánh sáng, hay gấp 270.000 lần khoảng cách đến Mặt Trời. Từ một điểm nhìn thuận lợi trên Trái Đất, Proxima tách biệt 2,18° so với Alpha Centauri, hay bốn lần đường kính góc của Trăng tròn. Proxima có chuyển động riêng khá lớn - di chuyển 3,85 giây cung trong một năm trên bầu trời. Nó có vận tốc xuyên tâm về hướng Mặt Trời là 21,7 km/s.

#### Chuyển động trong không gian

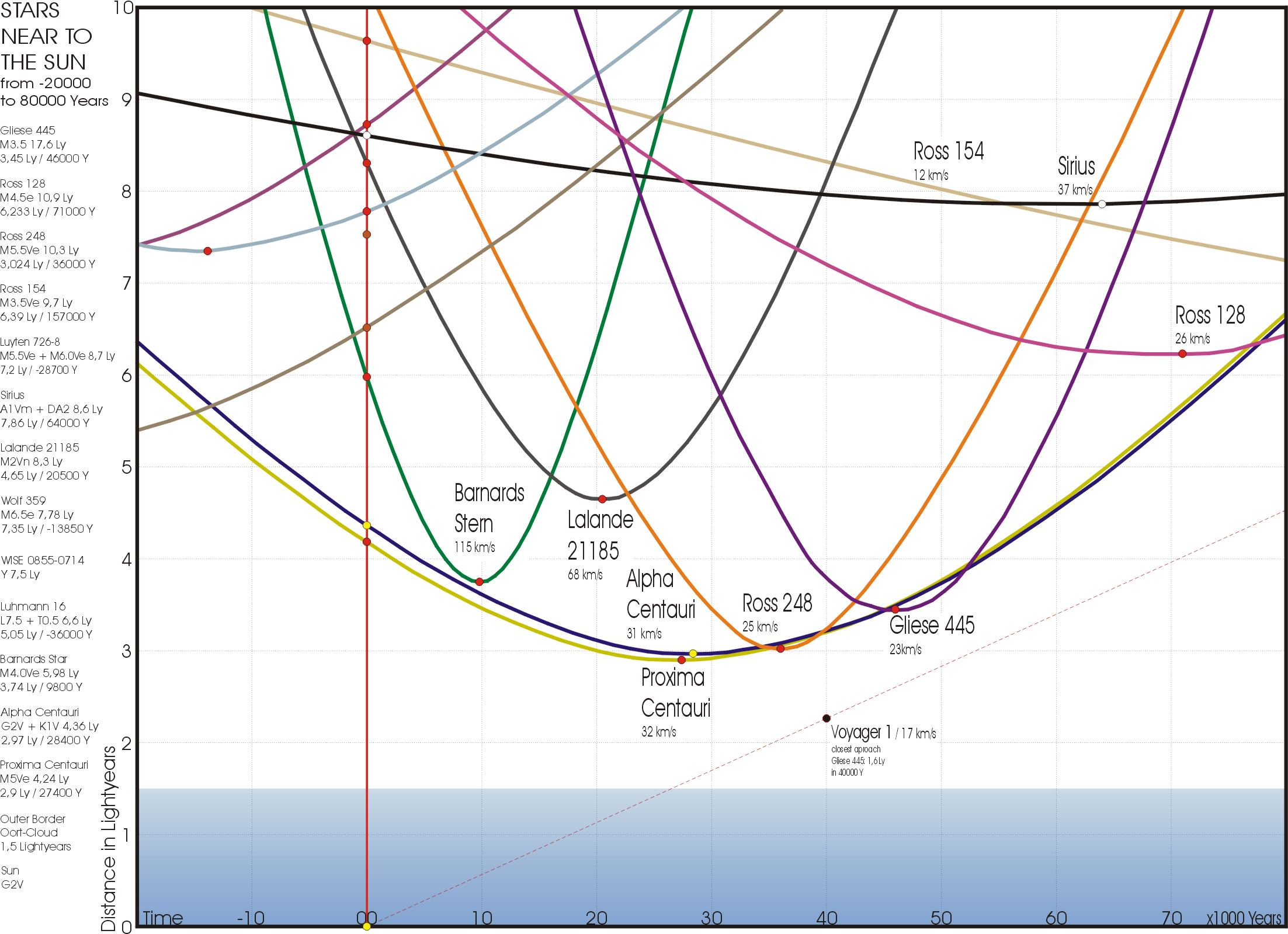
Các ngôi sao gần nhất với Mặt Trời theo thang thời gian từ 20.000 năm trong quá khứ đến 80.000 năm trong tương lai.

Trong các ngôi sao được biết đến, Cận Tinh đã là ngôi sao gần Mặt Trời nhất trong 32.000 năm, và nó sẽ tiếp tục gần Mặt Trời nhất trong 33.000 năm tới. Sau đó ngôi sao gần Mặt Trời nhất sẽ là Ross 248. Trong gần 26.700 năm nữa Cận Tinh sẽ tiến đến gần Mặt Trời nhất, khoảng 3,11 năm ánh sáng. Cận Tinh quay trong Ngân Hà cách tâm thiên hà với khoảng cách thay đổi từ 8,3 đến 9,5 x 103 pc, và có độ lệch tâm quỹ đạo là 0,07.

#### Quỹ đạo trong hệ Alpha Centauri
Từ khi khám phá ra Cận Tinh, nó được cho là một thành viên trong hệ sao đôi Alpha Centauri. Với khoảng cách đến Alpha Centauri chỉ là 0,21 năm ánh sáng (hay 15.000 ± 700 đơn vị thiên văn), Cận Tinh có thể quay quanh Alpha Centauri, với chu kỳ quỹ đạo khoảng 500.000 năm hay nhiều hơn. Với lý do này, thỉnh thoảng Cận Tinh được gọi là Alpha Centauri C. Các ước lượng hiện đại, tính đến khoảng cách nhỏ và vận tốc tương đối giữa các sao, cho thấy cơ hội có thể quan sát được sự thẳng hàng của chúng xảy ra trong gần 1 triệu năm. Các dữ liệu thu được từ vệ tinh Hipparcos, kết hợp với các quan sát trên mặt đất đã ủng hộ giả thuyết cho rằng ba ngôi sao này thực sự là một hệ đóng. Nếu không, Cận Tinh có thể hiện tại đang ở viễn điểm quỹ đạo, điểm xa nhất trên quỹ đạo từ hệ Alpha Centauri. Các đo đạc chính xác hơn về vận tốc xuyên tâm là cần thiết để xác nhận giả thuyết này.
Nếu Cận Tinh được hình thành cùng với hệ sao đôi Alpha Centauri, các ngôi sao phải có cùng các thành phần giống nhau. Ảnh hưởng hấp dẫn của Cận Tinh cũng có thể làm xáo trộn đĩa tiền hành tinh của Alpha Centauri. Điều này có thể làm tăng sự phát tán các hợp chất dễ bay hơi như nước vào miền bên trong của hệ sao đôi. Bất kỳ hành tinh đá nào trong hệ có thể được làm giàu thêm bởi các hợp chất này.
Sáu ngôi sao, hai hệ sao đôi và một hệ sao ba cùng chuyển động trong không gian với Cận Tinh và hệ Alpha Centauri. Vận tốc của các ngôi sao này khoảng 10 km/s đối với chuyển động dị thường của hệ Alpha Centauri. Do vậy, chúng có thể tạo ra một nhóm sao cùng chuyển động, ám chỉ có một điểm gốc mà các sao chuyển động quay điểm này, giống như các quần tinh. Nếu Cận Tinh không bị khóa hấp dẫn với hệ Alpha Centauri, thì nhóm chuyển động này có thể giúp giải thích sự gần nhau tương đối của chúng.
Mặc dù Cận Tinh là ngôi sao gần Mặt Trời nhất, cũng có khả năng có một sao lùn đỏ chưa phát hiện ra nằm gần hơn.

### Khả năng có các vật thể đồng hành
| Chu kỳ quỹ đạo (ngày) | Bán trục lớn (AU) | Khối lượng lớn nhất (× Trái Đất) |
| --------------------- | ----------------- | -------------------------------- |
| 3.6–13.8              | 0.022–0.054       | 2–3                              |
| <100                  | <0.21             | 8.5                              |
| <1000                 | <1                | 16                               |

Nếu có một hành tinh lớn quay quanh Cận Tinh, một số lắc lư của ngôi sao có thể xảy ra đối với mỗi quỹ đạo hành tinh. Nếu mặt phẳng quỹ đạo của hành tinh không vuông góc với hướng nhìn từ Trái Đất thì sự lắc lư có thể làm thay đổi tuần hoàn vận tốc xuyên tâm của Cận Tinh. Thực tế nhiều phép đo vận tốc xuyên tâm của ngôi sao đã không có những dịch chuyển như vậy và đã đặt ra giới hạn trên về khối lượng có thể có của một vật thể đồng hành (nếu có) với Cận Tinh. Thật không may, mức độ hoạt động của ngôi sao đã gây ra nhiễu đối với các đo đạc về vận tốc xuyên tâm, gây ra những giới hạn cho các đề xuất tương lai sử dụng phương pháp này để tìm kiếm các vật thể đồng hành.
Năm 1998, một kiểm tra phổ của Cận Tinh nhờ "Phổ kế các vật thể mờ" đặt trên kính thiên văn Hubble đã cho thấy chứng cứ về một hành tinh quay quanh ở khoảng cách khoảng 0.5 AU. Tuy nhiên một cuộc tìm kiếm tiếp theo nhằm tìm kiếm bất kì một hành tinh quay quanh nào sử dụng "Camera Hành tinh trường rộng 2" (WFPC 2) đã bị thất bại. Cận Tinh, cùng với Alpha Centauri A và B, là một trong những đích ngắm "Bậc 1" của đề án NASA "Nhiệm vụ giao thoa kế không gian" (SIM), mà về mặt lý thuyết có thể xác định được các hành tinh nhỏ có khối lượng bằng ba lần khối lượng Trái Đất trong vòng 2 AU của các sao đích "Bậc 1".

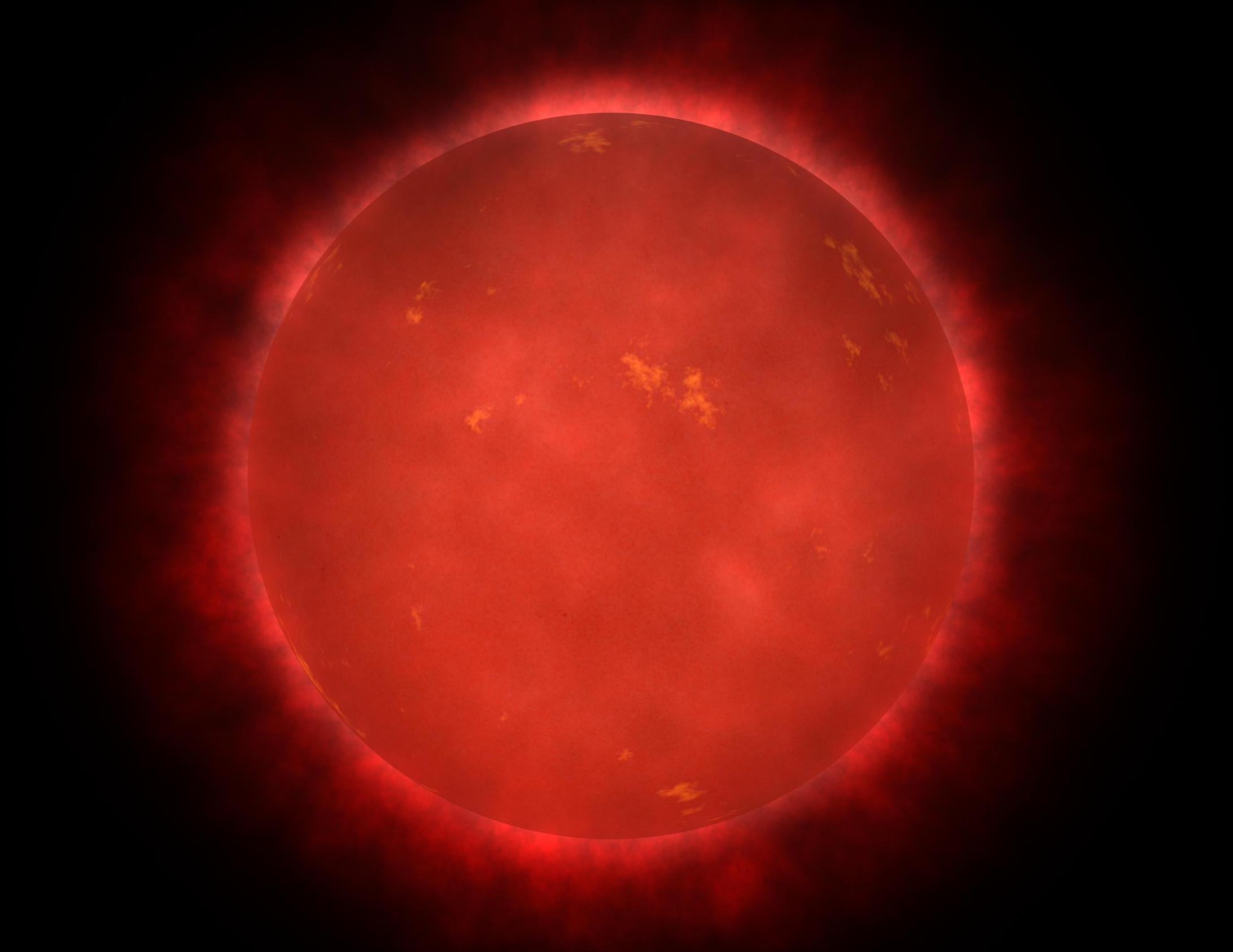
Ảnh minh họa một sao lùn đỏ. Ảnh của NASA.

Một hành tinh trong khu vực sống được với khối lượng lớn hơn 2 đến 3 lần khối lượng Trái Đất là khó có thể xảy ra (điều này còn đang được tranh luận). Phim tài liệu khoa học Thế giới người ngoài hành tinh (tiếng Anh: Aurelia and Blue Moon) đưa ra giả thuyết là các hành tinh có khả năng duy trì sự sống có thể tồn tại trong quỹ đạo quanh Cận Tinh hoặc các sao lùn đỏ khác. Một hành tinh như vậy có thể nằm trong vùng sống được của Cận Tinh, trong khoảng từ 0.023 đến 0.054 AU từ ngôi sao, và có thể có chu kỳ quỹ đạo từ 3.6 đến 14 ngày. Một hành tinh nằm trong vùng này sẽ phải trải qua hiện tượng "khóa thủy triều" đối với ngôi sao (giống như hiện tượng Mặt Trăng luôn hướng một mặt về Trái Đất), do vậy Cận Tinh di chuyển rất ít trên bầu trời của hành tinh này, và dẫn đến một nửa bề mặt hành tinh vĩnh viễn là ban ngày trong khi nửa kia thì ngược lại. Mặc dù vậy, sự có mặt của bầu khí quyển có thể làm tái phân bố năng lượng từ phía được ngôi sao chiếu sáng sang phía bên kia của hành tinh.
Trong khi Cận Tinh đang là một "sao lóe sáng" có nghĩa là những lóe sáng của nó có thể gây ra vấn đề đối với bầu khí quyển của bất kì hành tinh nào trong vùng có thể sống của ngôi sao, các nhà khoa học trong phim tài liệu khoa học nghĩ rằng điều này có thể vượt qua được. Gibor Basri của Đại học California, Berkeyley, thậm chí đã nói rằng "chưa hề có ai ủng hộ khả năng sống sót như vậy." Ví dụ, khi xét đến luồng các hạt tích điện từ sự lóe sáng của ngôi sao có thể cướp đi bầu khí quyển của bất kì một hành tinh ở gần nào. Tuy nhiên, nếu hành tinh có từ trường, thì từ trường sẽ làm lệch đường đi các hạt tích điện ra khỏi bầu khí quyển; hơn thế nữa, chỉ cần một hành tinh lùn kiểu M bị khóa-thủy chiều quay chậm - tức là nó chỉ quay quanh trục của nó một lần trong một vòng quay quanh ngôi sao - cũng đủ để tạo ra từ trường trong thời gian dài khi nhân bên trong của nó vẫn còn trong trạng thái tan chảy.
Những nhà khoa học khác, đặc biệt là những người ủng hộ "giả thuyết Trái Đất hiếm", không đồng tình với ý kiến cho rằng các sao lùn đỏ có thể duy trì sự sống. Sự quay khóa-thủy triều có thể tạo ra một mô men từ của hành tinh tương đối yếu, dẫn đến sự bào mòn mạnh của bầu khí quyển hành tinh bởi các hiệu ứng đẩy vật chất ở vành nhật hoa từ Cận Tinh.
Nhiều tác giả khác cũng nghĩ sự sống giống trên Trái Đất là ít gặp trong vũ trụ.

#### Hành tinh
| Thiên thể đồng hành (thứ tự từ ngôi sao ra) | Khối lượng       | Bán trục lớn (AU)     | Chu kỳ quỹ đạo (ngày) | Độ lệch tâm  | Độ nghiêng | Bán kính   |
| ------------------------------------------- | ---------------- | --------------------- | --------------------- | ------------ | ---------- | ---------- |
| d                                           | ≥026±005 M🜨      | 002885+000019 −000022 | 5122+0002 −00036      | 004+015 −004 | —          | 081±008 R🜨 |
| b                                           | ≥127+019 −017 M🜨 | 00485+00041 −00051    | 11.186                | <0.35        | —          | 0.8–1.5 R🜨 |
| c                                           | 7±1 M🜨           | 1489±0049             | 1928±20               | 004±001      | 133±1°     | —          |

Những dấu hiệu đầu tiên của hành tinh quay quanh Cận Tinh đã được Mikko Tuomi của trường đại học Hertfordshire đề cập đến năm 2013 thông qua việc phân tích các dữ liệu lưu trữ. Tổ chức Nghiên cứu thiên văn châu Âu tại Nam Bán cầu sau đó đã khởi động dự án Đốm xanh mờ vào tháng 1 năm 2016.
Vào năm 2019, một nhóm các nhà thiên văn đã xem lại dữ liệu từ ESPRESSO về Proxima Centauri b để tinh chỉnh khối lượng của nó. Trong khi làm như vậy, nhóm nghiên cứu đã tìm thấy một đợt tăng đột biến vận tốc xuyên tâm khác với chu kỳ là 5,15 ngày. Họ ước tính rằng nếu nó là một hành tinh đồng hành, nó sẽ có khối lượng không dưới 0,29 Trái Đất. Cận Tinh d đã xác nhận sự tồn tại của tín hiệu dẫn đến thông báo về khám phá vào tháng 2 năm 2022.

## Quay giữa các ngôi sao

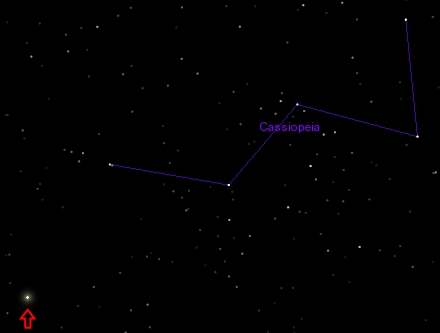
Mặt Trời nhìn từ hệ Alpha Centauri, sử dụng Celestia, mặt trời như chỉ là sao sáng trong Chòm sao Thiên Hậu

Cận Tinh đã từng được đề xuất có thể là đích đến đầu tiên trong một chuyến du hành giữa các vì sao trong tương lai. Một chuyến bay sát qua Alpha Centauri là một cách khác để đến được mà không cần có giai đoạn giảm tốc độ. Động cơ đẩy hạt nhân cùng với một số công nghệ khác có thể cho phép chuyến du hành không gian trong khoảng thời gian một thế kỉ, bắt đầu vào đầu thế kỷ tới, được thúc đẩy bởi một vài dự án như Dự án Orion, Dự án Deadalus, và Dự án Longshot.
Mặc dù các tàu thăm dò chương trình Voyager được dự đoán sẽ trở thành những tàu vũ trụ đầu tiên đi vào không gian giữa các vì sao, nhưng chúng di chuyển tương đối chậm, chỉ khoảng 17 km/s, do vậy cần khoảng 10.000 năm để nó di chuyển được một năm ánh sáng. Để so sánh, Cận Tinh hiện tại đang tiến lại gần với tốc độ 21,7 km/s. Tuy thế, Cận Tinh chỉ tới gần tới 3,11 năm ánh sáng và sau đó nó di chuyển ra xa so với Mặt Trời trong khoảng 26.700 năm nữa. Do vậy một tàu thăm dò với tốc độ chậm có thể chỉ cần vài chục nghìn năm để đón đến vị trí Cận Tinh gần Mặt Trời nhất, sau đó sẽ quan sát ngôi sao di chuyển ra xa dần Mặt Trời. Các động cơ đẩy ion tiên tiến có thể cho phép các tàu du hành chuyển động nhanh hơn các tàu Voyager, như đề xuất của chương trình "Tàu thám hiểm không gian liên sao tiên tiến", nhưng các động cơ đẩy ion vẫn còn quá chậm để có thể thực hiện ước mơ du hành đến các ngôi sao khác.
Từ Cận Tinh, Mặt Trời hiện ra là một ngôi sao sáng cấp 0,4 trong chòm sao Tiên Hậu. Nếu hiện tại các động cơ phi hạt nhân được dùng đến, có thể một chuyến du hành hàng nghìn năm cần một con tàu rất lớn đủ để mang một số lượng người lớn để xâm chiếm một hành tinh.

### Chú giải
1. ↑  Proxima được phát âm /ˈprɒksɪmə/. Centauri có thể được phát âm /sɛnˈtɔriː/ or /sɛnˈtɔraɪ/.
2. 1 2  Mật độ (ρ) bằng khối lượng chia thể tích. Đối với Mặt Trời, mật độ của nó là:
| {\displaystyle \rho } | = {\displaystyle {\begin{smallmatrix}{\frac {M}{M_{\odot }}}\cdot \left({\frac {R}{R_{\odot }}}\right)^{-3}\cdot \rho _{\odot }\end{smallmatrix}}} |
|                       | = 0.123 · 0.145-3 · 1.41 × 103 kg/m³ |
|                       | = 40.3 · 1.41 × 103 kg/m³ |
|                       | = 5.68 × 104 kg/m³ |
với {\displaystyle {\begin{smallmatrix}\rho _{\odot }\end{smallmatrix}}} là mật độ trung bình.
Xem thêm:
  - "Sun: Facts & Figures". Solar System Exploration. NASA. ngày 11 tháng 6 năm 2008. Bản gốc lưu trữ ngày 2 tháng 1 năm 2008. Truy cập ngày 12 tháng 7 năm 2008. {{Chú thích web}}: Đã bỏ qua tham số không rõ |authors= (trợ giúp)
  - Bergman, Marcel W.; Clark, T. Alan; Wilson, William J. F. (2007). Observing Projects Using Starry Night Enthusiast (ấn bản thứ 8). Macmillan. tr. 220–221. ISBN 142920074X.{{Chú thích sách}}:  Quản lý CS1: nhiều tên: danh sách tác giả (liên kết)
3. ↑  Đối với ngôi sao ở phía nam của thiên đỉnh, góc đến thiên đỉnh bằng vĩ độ trừ đi xích vĩ. Ngôi sao bị ẩn sau tầm nhìn khi góc thiên đỉnh bằng 90° hoặc dưới đường chân trời. Do vậy, đối với Cận Tinh:
Vĩ độ lớn nhất = 90° + −62.68° = 27.32°.
Xem: Campbell, William Wallace (1899). The Elements of Practical Astronomy. London: Macmillan. Bản gốc lưu trữ ngày 24 tháng 4 năm 2014. Truy cập ngày 12 tháng 8 năm 2008.
4. ↑  Đây thực sự là một giới hạn trên của đại lượng m sin i, với i là góc giữa pháp tuyến của quỹ đạo và phương nhìn. Nếu quỹ đạo của hành tinh gần vuông góc với phương nhìn từ Trái Đất, sẽ có rất ít cơ hội quan sát được các hành tinh bằng phương pháp vận tốc xuyên tâm.
5. ↑  Đốm đỏ mờ là tham chiếu đến Đốm xanh mờ, một bức ảnh ở xa về Trái đất được chụp bởi Voyager 1.

### Dẫn chứng
1. 1 2 3 4 5 6 7 8 9 10 11  "SIMBAD query result: V* V645 Cen -- Flare Star". SIMBAD. Centre de Données astronomiques de Strasbourg. Lưu trữ bản gốc ngày 30 tháng 6 năm 2013. Truy cập ngày 11 tháng 8 năm 2008.—some of the data is located under "Measurements".
2. 1 2 3  "Stellar encounters with the solar system". Astronomy and Astrophysics. Quyển 379. 2001. tr. 634–659. doi:10.1051/0004-6361:20011330. Bản gốc lưu trữ ngày 1 tháng 2 năm 2017. Truy cập ngày 12 tháng 6 năm 2008. {{Chú thích tạp chí}}: Đã bỏ qua tham số không rõ |authors= (trợ giúp)
3. 1 2 3  Benedict, G. Fritz; McArthur, Barbara; Chappell, D. W.; Nelan, E.; Jefferys, W. H.; van Altena, W.; Lee, J.; Cornell, D.; Shelus, P. J. (tháng 8 năm 1999). "Interferometric Astrometry of Proxima Centauri and Barnard's Star Using [ITAL]HUBBLE SPACE TELESCOPE[/ITAL] Fine Guidance Sensor 3: Detection Limits for Substellar Companions". The Astronomical Journal. Quyển 118 số 2. tr. 1086–1100. doi:10.1086/300975. Bản gốc lưu trữ ngày 27 tháng 2 năm 2021. Truy cập ngày 12 tháng 12 năm 2021.
4. 1 2  "Alpha and Proxima Centauri". Astronomical Journal. Quyển 83. 1978. tr. 1653–1659. doi:10.1086/112378. Bản gốc lưu trữ ngày 25 tháng 6 năm 2017. Truy cập ngày 3 tháng 8 năm 2008. {{Chú thích tạp chí}}: Đã bỏ qua tham số không rõ |authors= (trợ giúp)
5. 1 2 3 4  "First radius measurements of very low mass stars with the VLTI". Astronomy and Astrophysics. Quyển 397. 2003. tr. L5 – L8. doi:10.1051/0004-6361:20021714. Bản gốc lưu trữ ngày 25 tháng 6 năm 2017. Truy cập ngày 7 tháng 8 năm 2008. {{Chú thích tạp chí}}: Đã bỏ qua tham số không rõ |authors= (trợ giúp)
6. 1 2  See Table 1, "Optical and infrared photometry of dwarf M and K stars". Astronomy and Astrophysics. Quyển 235. 1990. tr. 335–339. Bibcode:1990A&A...235..335D. {{Chú thích tạp chí}}: Đã bỏ qua tham số không rõ |authors= (trợ giúp) and p. 57, Peebles, P. J. E. (1993). Principles of Physical Cosmology. Princeton, New Jersey: Princeton University Press. ISBN 0691019339.
7. ↑  Benedict, G. Fritz (1998). "Photometry of Proxima Centauri and Barnard's Star Using Hubble Space Telescope Fine Guidance Sensor 3: A Search for Periodic Variations". The Astronomical Journal. Quyển 116 số 1. tr. 429–439. doi:10.1086/300420. Bản gốc lưu trữ ngày 20 tháng 10 năm 2007. Truy cập ngày 9 tháng 7 năm 2007.
8. 1 2 3 4 5  Kervella, Pierre; Thevenin, Frederic (ngày 15 tháng 3 năm 2003). "A Family Portrait of the Alpha Centauri System: VLT Interferometer Studies the Nearest Stars". ESO. Lưu trữ bản gốc ngày 1 tháng 2 năm 2008. Truy cập ngày 9 tháng 7 năm 2007.{{Chú thích báo}}:  Quản lý CS1: nhiều tên: danh sách tác giả (liên kết)
9. 1 2 3 4  Wertheimer, Jeremy G.; Laughlin, Gregory (2006). "Are Proxima and α Centauri Gravitationally Bound?". The Astronomical Journal. Quyển 132 số 5. tr. 1995–1997. doi:10.1086/507771. Bản gốc lưu trữ ngày 21 tháng 10 năm 2007. Truy cập ngày 9 tháng 7 năm 2007.{{Chú thích tạp chí}}:  Quản lý CS1: nhiều tên: danh sách tác giả (liên kết)
10. ↑  Christian, D. J.; Mathioudakis, M.; Bloomfield, D. S.; Dupuis, J.; Keenan, F. P. (ngày 10 tháng 9 năm 2004). "A Detailed Study of Opacity in the Upper Atmosphere of Proxima Centauri". The Astrophysical Journal (bằng tiếng Anh). Quyển 612 số 2. tr. 1140–1146. doi:10.1086/422803. ISSN 0004-637X. Bản gốc lưu trữ ngày 12 tháng 12 năm 2021. Truy cập ngày 12 tháng 12 năm 2021.
11. 1 2  Wood, B. E.; Linsky, J. L.; Müller, H.-R.; Zank, G. P. (2001). "Observational Estimates for the Mass-Loss Rates of α Centauri and Proxima Centauri Using Hubble Space Telescope Lyα Spectra". The Astrophysical Journal. Quyển 547 số 1. tr. L49 – L52. doi:10.1086/318888. Bản gốc lưu trữ ngày 21 tháng 10 năm 2007. Truy cập ngày 9 tháng 7 năm 2007.{{Chú thích tạp chí}}:  Quản lý CS1: nhiều tên: danh sách tác giả (liên kết)
12. 1 2 3  Red Dwarfs and the End of the Main Sequence. Revista Mexicana de Astronomía y Astrofísica. tr. 46–49. Lưu trữ bản gốc ngày 10 tháng 8 năm 2013. Truy cập ngày 24 tháng 6 năm 2008. {{Chú thích hội thảo}}: Đã bỏ qua tham số không rõ |authors= (trợ giúp)
13. ↑  Dunkley, J. "Five-Year Wilkinson Microwave Anisotropy Probe (WMAP) Observations: Data Processing, Sky Maps, and Basic Results". NASA. Lưu trữ bản gốc ngày 18 tháng 1 năm 2016. Truy cập ngày 6 tháng 3 năm 2008.
14. 1 2 3  Anglada-Escudé, Guillem; Amado, Pedro J.; Barnes, John; Berdiñas, Zaira M.; Butler, R. Paul; Coleman, Gavin A. L.; de la Cueva, Ignacio; Dreizler, Stefan; Endl, Michael (tháng 8 năm 2016). "A terrestrial planet candidate in a temperate orbit around Proxima Centauri". Nature (bằng tiếng Anh). Quyển 536 số 7617. tr. 437–440. doi:10.1038/nature19106. ISSN 0028-0836. Bản gốc lưu trữ ngày 21 tháng 12 năm 2021. Truy cập ngày 12 tháng 12 năm 2021.
15. ↑  "Planet found in habitable zone around nearest star". European Southern Observatory. ngày 24 tháng 4 năm 2016. Bản gốc lưu trữ ngày 28 tháng 8 năm 2016. Truy cập ngày 28 tháng 8 năm 2016.
16. ↑  "A terrestrial planet candidate in a temperate orbit around Proxima Centauri". Nature. ngày 24 tháng 4 năm 2016. Bản gốc lưu trữ ngày 6 tháng 1 năm 2017. Truy cập ngày 28 tháng 8 năm 2016.
17. ↑  "Found! Potentially Earth-like planet at Proxima Centauri is closest ever". Space.com. ngày 24 tháng 4 năm 2016. Bản gốc lưu trữ ngày 25 tháng 8 năm 2016. Truy cập ngày 28 tháng 8 năm 2016.
18. 1 2  Chang, Kenneth (ngày 24 tháng 8 năm 2016). "One star over, a planet that might be another Earth". New York Times. Lưu trữ bản gốc ngày 4 tháng 1 năm 2020. Truy cập ngày 24 tháng 8 năm 2016.
19. ↑  Knapton, Sarah (ngày 24 tháng 8 năm 2016). "Proxima b: Alien life could exist on 'second Earth' found orbiting our nearest star in Alpha Centauri system". The Telegraph. Telegraph Media Group. Lưu trữ bản gốc ngày 25 tháng 8 năm 2016. Truy cập ngày 24 tháng 8 năm 2016.
20. 1 2  Kürster, M. (1999). "Precise radial velocities of Proxima Centauri. Strong constraints on a substellar companion". Astronomy & Astrophysics Letters. Quyển 344. tr. L5 – L8. Bibcode:1999A&A...344L...5K. Bản gốc lưu trữ ngày 18 tháng 1 năm 2016. Truy cập ngày 19 tháng 12 năm 2008.
21. 1 2  "A Search for Faint Companions to Nearby Stars Using the Wide Field Planetary Camera 2". The Astronomical Journal. Quyển 119 số 2. 2000. tr. 906–922. doi:10.1086/301227. Bản gốc lưu trữ ngày 11 tháng 8 năm 2019. Truy cập ngày 25 tháng 6 năm 2008. {{Chú thích tạp chí}}: Đã bỏ qua tham số không rõ |authors= (trợ giúp)
22. 1 2  Tarter, Jill C.; Backus, Peter R.; Mancinelli, Rocco L.; Aurnou, Jonathan M.; Backman, Dana E.; Basri, Gibor S.; Boss, Alan P.; Clarke, Andrew; Deming, Drake (tháng 2 năm 2007). "A reappraisal of the habitability of planets around M dwarf stars". Astrobiology. Quyển 7 số 1. tr. 30–65. doi:10.1089/ast.2006.0124. ISSN 1531-1074. PMID 17407403. Bản gốc lưu trữ ngày 12 tháng 12 năm 2021. Truy cập ngày 12 tháng 12 năm 2021.
23. 1 2  Khodachenko, Maxim L.; Ribas, Ignasi; Lammer, Helmut; Griessmeier, Jean-Mathias; Leitner, Martin; Selsis, Franck; Eiroa, Carlos; Hanslmeier, Arnold; Biernat, Helfried K. (tháng 2 năm 2007). "Coronal mass ejection (CME) activity of low mass M stars as an important factor for the habitability of terrestrial exoplanets. I. CME impact on expected magnetospheres of Earth-like exoplanets in close-in habitable zones". Astrobiology. Quyển 7 số 1. tr. 167–184. doi:10.1089/ast.2006.0127. ISSN 1531-1074. PMID 17407406. Bản gốc lưu trữ ngày 12 tháng 12 năm 2021. Truy cập ngày 12 tháng 12 năm 2021.
24. 1 2  Gilster, Paul (2004). Centauri Dreams: Imagining and Planning. Springer. ISBN 038700436X.
25. 1 2  Queloz, Didier (ngày 29 tháng 11 năm 2002). "How Small are Small Stars Really? VLT Interferometer Measures the Size of Proxima Centauri and Other Nearby Stars". European Southern Observatory. Lưu trữ bản gốc ngày 13 tháng 7 năm 2015. Truy cập ngày 9 tháng 7 năm 2007.
26. ↑  Alden, Harold L. (1928). "Alpha and Proxima Centauri". Astronomical Journal. Quyển 39 số 913. tr. 20–23. doi:10.1086/104871. Bản gốc lưu trữ ngày 15 tháng 4 năm 2019. Truy cập ngày 28 tháng 6 năm 2008.
27. ↑  "Latin Resources". Joint Association of Classical Teachers. Bản gốc lưu trữ ngày 21 tháng 10 năm 2007. Truy cập ngày 15 tháng 7 năm 2007.{{Chú thích web}}:  Quản lý CS1: bot: trạng thái URL ban đầu không rõ (liên kết)
28. ↑  Voûte, J. (1917). "A 13th magnitude star in Centaurus with the same parallax as α Centauri". Monthly Notices of the Royal Astronomical Society. Quyển 77. tr. 650–651. Bản gốc lưu trữ ngày 10 tháng 1 năm 2016. Truy cập ngày 9 tháng 7 năm 2007.
29. ↑  Shapley, Harlow (1951). "Proxima Centauri as a Flare Star". Proceedings of the National Academy of Sciences of the United States of America. Quyển 37 số 1. tr. 15–18. doi:10.1073/pnas.37.1.15. PMC 1063292. PMID 16588985. Bản gốc lưu trữ ngày 21 tháng 10 năm 2007. Truy cập ngày 11 tháng 7 năm 2007.
30. ↑  "Solar-Like M-Class X-ray Flares on Proxima Centauri Observed by the ASCA Satellite". Science. Quyển 268 số 5215. 1995. tr. 1327–1329. doi:10.1126/science.268.5215.1327. PMID 17778978. {{Chú thích tạp chí}}: Đã bỏ qua tham số không rõ |authors= (trợ giúp)
31. 1 2 3  "Flares from small to large: X-ray spectroscopy of Proxima Centauri with XMM-Newton". Astronomy and Astrophysics. Quyển 416. 2004. tr. 713–732. doi:10.1051/0004-6361:20031471. Bản gốc lưu trữ ngày 4 tháng 8 năm 2016. Truy cập ngày 11 tháng 7 năm 2008. {{Chú thích tạp chí}}: Đã bỏ qua tham số không rõ |authors= (trợ giúp)
32. ↑  "Proxima Centauri UV Flux Distribution". ESA/Laboratory for Space Astrophysics and Theoretical Physics. Bản gốc lưu trữ ngày 18 tháng 6 năm 2010. Truy cập ngày 11 tháng 7 năm 2007.
33. ↑  Kaler, Jim. "Rigil Kentaurus". University of Illinois. Bản gốc lưu trữ ngày 16 tháng 12 năm 2008. Truy cập ngày 3 tháng 8 năm 2008.
34. ↑  A Complete Manual of Amateur Astronomy: Tools and Techniques for Astronomical Observations. Courier Dover Publications. 2003. ISBN 0486428206. {{Chú thích sách}}: Đã bỏ qua tham số không rõ |authors= (trợ giúp)
35. ↑  p. 8, Galactic Dynamics. Princeton, New Jersey: Princeton University Press. 1987. ISBN 0691084459. {{Chú thích sách}}: Đã bỏ qua tham số không rõ |authors= (trợ giúp)
36. ↑  p. 357, Leggett, S. K. (1992). "Infrared colors of low-mass stars". Astrophysical Journal Supplement Series. Quyển 82 số 1. tr. 351–394. doi:10.1086/191720. Bản gốc lưu trữ ngày 18 tháng 2 năm 2008. Truy cập ngày 13 tháng 8 năm 2008.
37. ↑  Zombeck, Martin V. (2007). Handbook of Space Astronomy and Astrophysics . Cambridge, UK: Cambridge University Press. tr. 109. ISBN 0521782422.
38. ↑  Staff (ngày 30 tháng 8 năm 2006). "Proxima Centauri: The Nearest Star to the Sun". Harvard-Smithsonian Center for Astrophysics. Lưu trữ bản gốc ngày 26 tháng 11 năm 2015. Truy cập ngày 9 tháng 7 năm 2007.
39. ↑  "Proxima Centauri: Rotation, Chromosperic Activity, and Flares". Bulletin of the American Astronomical Society. Quyển 28. 1996. tr. 942. Bản gốc lưu trữ ngày 8 tháng 8 năm 2018. Truy cập ngày 14 tháng 6 năm 2008. {{Chú thích tạp chí}}: Đã bỏ qua tham số không rõ |authors= (trợ giúp)
40. ↑  "Stringent X-Ray Constraints on Mass Loss from Proxima Centauri". The Astrophysical Journal. Quyển 578. 2002. tr. 503–514. doi:10.1086/342270. {{Chú thích tạp chí}}: Đã bỏ qua tham số không rõ |authors= (trợ giúp)
41. ↑  "Chromospheric activity, kinematics, and metallicities of nearby M dwarfs". Astrophysical Journal Supplement Series. Quyển 61 số 2. 1986. tr. 531–568. doi:10.1086/191123. Bản gốc lưu trữ ngày 22 tháng 7 năm 2013. Truy cập ngày 29 tháng 6 năm 2008. {{Chú thích tạp chí}}: Đã bỏ qua tham số không rõ |authors= (trợ giúp)
42. ↑  Cincunegui, C.; Díaz, R. F.; Mauas, P. J. D. (2007). "A possible activity cycle in Proxima Centauri". Astronomy and Astrophysics. Quyển 461 số 3. tr. 1107–1113. doi:10.1051/0004-6361:20066027. Bản gốc lưu trữ ngày 31 tháng 5 năm 2019. Truy cập ngày 11 tháng 7 năm 2007.{{Chú thích tạp chí}}:  Quản lý CS1: nhiều tên: danh sách tác giả (liên kết)
43. ↑  "Observational Estimates for the Mass-Loss Rates of Alpha Centauri and Proxima Centauri Using Hubble Space Telescope Lyman-alpha Spectra". Astrophysical Journal. Quyển 537 số 2. 2000. tr. L49 – L52. doi:10.1086/309026. Bản gốc lưu trữ ngày 18 tháng 1 năm 2016. Truy cập ngày 11 tháng 7 năm 2008. {{Chú thích tạp chí}}: Đã bỏ qua tham số không rõ |authors= (trợ giúp)
44. ↑  Kirkpatrick, J. Davy; Dahn, Conard C.; Monet, David G.; Reid, I. Neill; Gizis, John E.; Liebert, James; Burgasser, Adam J. (tháng 6 năm 2001). "Brown Dwarf Companions to G-Type Stars. I. Gliese 417B and Gliese 584C". The Astronomical Journal. Quyển 121 số 6. tr. 3235–3253. doi:10.1086/321085. Bản gốc lưu trữ ngày 12 tháng 12 năm 2021. Truy cập ngày 12 tháng 12 năm 2021.
45. ↑  Williams, D. R. (ngày 10 tháng 2 năm 2006). "Moon Fact Sheet". NASA. Lưu trữ bản gốc ngày 13 tháng 6 năm 2020. Truy cập ngày 12 tháng 10 năm 2007.
46. ↑  Benedict, G. F. Astrometric Stability and Precision of Fine Guidance Sensor #3: The Parallax and Proper Motion of Proxima Centauri (PDF). tr. 380–384. Lưu trữ (PDF) bản gốc ngày 9 tháng 9 năm 2016. Truy cập ngày 11 tháng 7 năm 2007.
47. ↑  Matthews, R. A. J. (1994). "The Close Approach of Stars in the Solar Neighborhood". Quarterly Journal of the Royal Astronomical Society. Quyển 35. tr. 1–9. Bibcode:1994QJRAS..35....1M.
48. ↑  "The galactic orbits of nearby UV Ceti stars". Revista Mexicana de Astronomia y Astrofisica. Quyển 34. 1998. tr. 37–46. Bản gốc lưu trữ ngày 7 tháng 10 năm 2018. Truy cập ngày 13 tháng 6 năm 2008. {{Chú thích tạp chí}}: Đã bỏ qua tham số không rõ |authors= (trợ giúp)
49. ↑  Matthews, Robert; Gilmore, Gerard (1993). "Is Proxima really in orbit about Alpha CEN A/B?". MNRAS. Quyển 261. tr. L5. Bản gốc lưu trữ ngày 16 tháng 7 năm 2020. Truy cập ngày 23 tháng 3 năm 2010.{{Chú thích tạp chí}}:  Quản lý CS1: nhiều tên: danh sách tác giả (liên kết)
50. ↑  Johnston, Kathryn V. (1995). "Fossil Signatures of Ancient Accretion Events in the Halo". Bulletin of the American Astronomical Society. Quyển 27. tr. 1370. Bản gốc lưu trữ ngày 23 tháng 6 năm 2019. Truy cập ngày 10 tháng 8 năm 2008.
51. ↑  "Dynamics of nearby multiple stars. The alpha Centauri system". Astronomy and Astrophysics. Quyển 292 số 1. 1994. tr. 115–118. Bản gốc lưu trữ ngày 8 tháng 8 năm 2018. Truy cập ngày 10 tháng 8 năm 2008. {{Chú thích tạp chí}}: Đã bỏ qua tham số không rõ |authors= (trợ giúp)
52. ↑  "WISE Satellite Set to Map the Infrared Universe". Scientific American. ngày 9 tháng 12 năm 2009. Lưu trữ bản gốc ngày 15 tháng 10 năm 2012. Truy cập ngày 10 tháng 12 năm 2009.
53. ↑  Endl, M. and Kürster, M. (2008). "Toward detection of terrestrial planets in the habitable zone of our closest neighbor: proxima Centauri". Astronomy and Astrophysics. Quyển 488 số 3. tr. 1149–1153. Bibcode:2008A&A...488.1149E. doi:10.1051/0004-6361:200810058.{{Chú thích tạp chí}}:  Quản lý CS1: nhiều tên: danh sách tác giả (liên kết)
54. ↑  "Activity-related Radial Velocity Variation in Cool Stars". Astrophysical Journal. Quyển 485. 1997. tr. 319–326. doi:10.1086/304392. Bản gốc lưu trữ ngày 8 tháng 8 năm 2018. Truy cập ngày 11 tháng 7 năm 2008. {{Chú thích tạp chí}}: Đã bỏ qua tham số không rõ |authors= (trợ giúp)
55. ↑  "A possible companion to Proxima Centauri". Astronomical Journal. Quyển 115. 1998. tr. 345–350. doi:10.1086/300176. Bản gốc lưu trữ ngày 31 tháng 5 năm 2019. Truy cập ngày 25 tháng 6 năm 2008. {{Chú thích tạp chí}}: Đã bỏ qua tham số không rõ |authors= (trợ giúp)
56. ↑  Watanabe, Susan (ngày 18 tháng 10 năm 2006). "Planet-Finding by Numbers". NASA JPL. Lưu trữ bản gốc ngày 4 tháng 8 năm 2010. Truy cập ngày 9 tháng 7 năm 2007.
57. 1 2  "Alpha Centauri 3". Lưu trữ bản gốc ngày 28 tháng 3 năm 2016. Truy cập ngày 23 tháng 3 năm 2010.
58. ↑  Drake Deming, biên tập (June 18–21, 2002). Extrasolar Terrestrial Planets: Can We Detect Them Already?. Washington DC. tr. 75–79. Lưu trữ bản gốc ngày 15 tháng 11 năm 2017. Truy cập ngày 23 tháng 6 năm 2008. {{Chú thích hội thảo}}: Đã bỏ qua tham số không rõ |authors= (trợ giúp)
59. ↑  Alpert, Mark (2005). "Red Star Rising". Scientific American. Lưu trữ bản gốc ngày 12 tháng 2 năm 2022. Truy cập ngày 19 tháng 5 năm 2008.
60. ↑  Rare Earth: Why Complex Life is Uncommon in the Universe. Springer. 2000. ISBN 0387987010. {{Chú thích sách}}: Đã bỏ qua tham số không rõ |authors= (trợ giúp)
61. ↑  Li, Yiting; và đồng nghiệp (ngày 14 tháng 12 năm 2017). "A Candidate Transit Event around Proxima Centauri". Research Notes of the AAS. Quyển 1 số 1. 49. arXiv:1712.04483. Bibcode:2017RNAAS...1a..49L. doi:10.3847/2515-5172/aaa0d5.{{Chú thích tạp chí}}:  Quản lý CS1: DOI truy cập mở nhưng không được đánh ký hiệu (liên kết)
62. ↑  Bixel, A.; Apai, D. (ngày 21 tháng 2 năm 2017). "Probabilistic Constraints on the Mass and Composition of Proxima b". The Astrophysical Journal Letters (bằng tiếng Anh). Quyển 836. tr. L31. Bibcode:2017ApJ...836L..31W. doi:10.3847/2041-8213/aa5f51. ISSN 2041-8205.{{Chú thích tạp chí}}:  Quản lý CS1: DOI truy cập mở nhưng không được đánh ký hiệu (liên kết)
63. ↑  "Proxima b is our neighbor ... better get used to it!". Pale Red Dot. ngày 24 tháng 8 năm 2016. Lưu trữ bản gốc ngày 31 tháng 3 năm 2019. Truy cập ngày 24 tháng 8 năm 2016.
64. ↑  Aron, Jacob. ngày 24 tháng 8 năm 2016. Proxima b: Closest Earth-like planet discovered right next door Lưu trữ ngày 20 tháng 9 năm 2016 tại Wayback Machine. New Scientist. Truy cập ngày 24 tháng 8 năm 2016.
65. ↑  "Follow a Live Planet Hunt!". European Southern Observatory. ngày 15 tháng 1 năm 2016. Lưu trữ bản gốc ngày 9 tháng 6 năm 2019. Truy cập ngày 24 tháng 8 năm 2016.
66. ↑  "New planet detected around star closest to the Sun". European Southern Observatory. ngày 10 tháng 2 năm 2022. Lưu trữ bản gốc ngày 9 tháng 1 năm 2025. Truy cập ngày 9 tháng 1 năm 2025.
67. 1 2  "Project Longshot, an Unmanned Probe to Alpha Centauri" (PDF). NASA-CR-184718. U. S. Naval Academy. 1988. Lưu trữ (PDF) bản gốc ngày 23 tháng 11 năm 2008. Truy cập ngày 13 tháng 6 năm 2008. {{Chú thích web}}: Đã bỏ qua tham số không rõ |authors= (trợ giúp)
68. ↑  Mallove, Eugene F.; Gregory L. Matloff (1989). The starflight handbook: a pioneer's guide to interstellar travel. Wiley. tr. 6. ISBN 0471619124.{{Chú thích sách}}:  Quản lý CS1: nhiều tên: danh sách tác giả (liên kết). Voyager 1 có vận tốc tiệm cận khoảng 3,5 AU/năm, Voyager 2 có vận tốc tiệm cận khoảng 3,4 AU/năm.
69. ↑  Tọa độ của Mặt Trời sẽ là đối diện về đường kính với Cận Tinh, tại α=02h 29m 42.9487s, δ=+62° 40′ 46.141″. Cấp sao tuyệt đối Mv của Mặt Trời là 4,83, vì thế ở thị sai π bằng 0,77199 thì cấp sao biểu kiến m bằng 4,83 - 5(log10(0,77199) + 1) = 0,40.
Xem: Tayler, Roger John (1994). The Stars: Their Structure and Evolution. Cambridge University Press. tr. 16. ISBN 0521458854.
70. ↑  Crawford, I. A. (1990). "Interstellar Travel: A Review for Astronomers". Quarterly Journal of the Royal Astronomical Society. Quyển 31. tr. 377–400. Bibcode:1990QJRAS..31..377C.